# Sioe Jeng Tsao
Sioe Jeng Tsao (Amsterdam, 1991) is een Nederlandse queer kunstenaar en activist van Chinese afkomst. Met haar werk richt ze zich op moderne digitale kunst, waarbij ze ook traditionele schilderkunst onderzoekt. Thema's zijn onder andere intersectionaliteit, polyamorie, intersectioneel feminisme, queer zijn, community (gemeenschap), zelfexpressie, racisme tegen de Aziatisch-Nederlandse bevolking en een onderzoek naar wat het betekent om een bi-culturele achtergrond te hebben.

## Biografie
Tsao werd geboren in Amsterdam in het Academisch Medisch Centrum (AMC). Het gezin woonde in de wijk Bijlmermeer. Tsao groeide op in een gezin met een in Nieuw-Guinea geboren moeder en in Amsterdam geboren vader. Vanwege de oorlog tussen Japan en China vluchtte haar opa tijdens de Tweede Wereldoorlog naar India. Vanuit India vluchtte haar opa naar Engeland en vervolgens verhuisde hij in 1940 in Nederland. In Nederland opende haar opa een van de eerste Chinese restaurants in Nederland, Tai San. De ouders van Tsao verhuisden in haar jeugd eerst naar Almere en vervolgens, toen Tsao 11 jaar oud was, naar Alphen aan den Rijn, waar haar ouders een toko openden. Tsao ging naar het Grafisch Lyceum in Rotterdam.
Toen ze nog in de Bijlmermeer woonde was ze omringd door verschillende culturen. Haar beste vriendin was Surinaams. Maar zij voelde zich altijd buitenstaander, tussen de verschillende culturen voelde zij zich nooit echt ergens thuis. Zij heeft een lange tijd gezocht naar haar eigen identiteit en heeft zich er uiteindelijk bij neergelegd dat zij zich nergens compleet thuis voelt. Tsao vindt het dan ook moeilijk om zichzelf in hokjes te plaatsen, omdat daar allerlei aannames en vooroordelen uit voort vloeien. Vroeger voelde zij zich altijd Nederlands, totdat anderen haar bewust maakten dat zij dit niet is. Naarmate zij ouder werd raakte zij steeds meer geïnteresseerd in het verleden van haar grootouders en de Chinese geschiedenis.
Sioe Jeng betekent "stralende dame". Haar moeder gaf haar deze naam omdat zij verwarring wilde voorkomen en niet de indruk wilde wekken dat zij zich als gezin zouden neerbuigen ten opzichte van de westerse samenleving. Sioejeng Tsoa kreeg daarom een naam die niet makkelijk uit is te spreken voor westerse mensen.

## Anti-racisme
Tsao spreekt zich uit tegen racisme tegen de Aziatisch-Nederlandse bevolking en specifiek Chinezen in Nederland. Volgens haar is haar ervaring mogelijk anders dan die van andere Chinese Nederlanders, omdat haar vader in Nederland is geboren. In haar jeugd had zij zowel assertieve mensen om zich heen als mensen die niets durfden te zeggen. Ze merkte dat er niet genoeg Aziatische mensen te zien zijn in de Nederlandse media en dacht "als niemand opstaat als rolmodel, dan doe ik het zelf".  
Volgens Tsao komt racisme jegens Nederlanders met Aziatische roots van twee kanten. Volgens Tsao gaat het bijvoorbeeld fout wanneer Aziatische ouders hun kinderen vertellen wat zij moeten doen. De kinderen durven geen andere richtingen te kiezen uit angst om afgestoten te worden door familie. Tsao wil daarom jongeren met een dubbele identiteit, hier geboren maar met Aziatische roots, laten weten dat zij altijd zichzelf mogen zijn en daar trouw aan moeten blijven. Verder is het volgens Tsao een probleem dat de oudere generatie Nederlanders met Aziatische roots vanuit een verleden komt waarbij zij dankbaar zijn dat zij in een stabiel land mogen leven en daar verwelkomend zijn. Volgens Tsao is dit gevoel van dankbaarheid generaties lang doorgegeven, waardoor dit doorloopt tot jongere generatie terwijl het volgens Tsao juist belangrijk is om voor jezelf op te komen.
De eerste keer dat ze een groot bereik had met haar anti-racistische standpunt was toen ze kritiek uitte op een videoclip van Broederliefde waar ze aan had meegedaan. Er werd gezocht naar Chinese acteurs, en ze wilde wel meedoen, maar had wel aangegeven dat ze het belangrijk vond dat Chinezen niet op een stereotiepe manier in beeld gebracht zouden worden. Hierover zei Tsao in een interview met Opzij: "toen de videoclip uitkwam, bleek het best racistisch te zijn". Ze zette berichten over deze situatie op sociale media die snel heel populair werden ('viraal gingen').
Met name tijdens de Coronacrisis in Nederland werden mensen die als Chinees werden gezien geconfronteerd met racistisch gedrag en uitspraken; ze sprak zich toen nog meer uit.